# La Splendeur d'Antonia
La Splendeur d'Antonia est un roman de Jean-Pierre Milovanoff paru le 12 septembre 1996 aux éditions Julliard et ayant reçu l'année suivante le Prix France Culture.

## Éditions
- La Splendeur d'Antonia, éditions Julliard, 1996  (ISBN 2-260-01396-1)